# ラーオコオーン

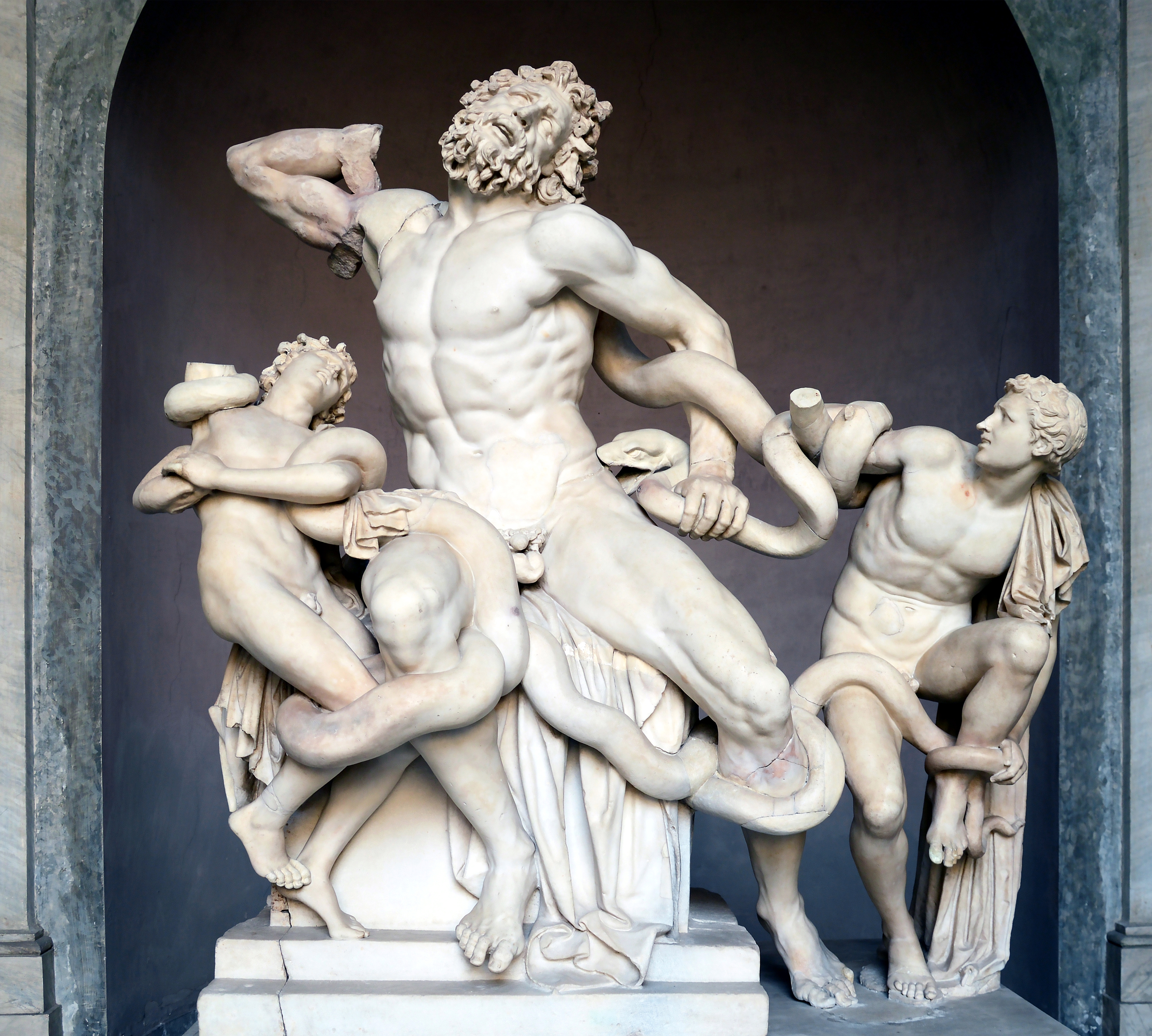
蛇に襲われるラーオコオーンと2人の息子

ラーオコオーン（古希: Λαοκόων、古代ギリシア語ラテン翻字: Lāokóōn、羅: Laocoon）は、ギリシア神話に登場する、イーリオス（トロイア）の神官である。長母音を省略してラオコオンとも表記される。
神話によれば、アポローン神殿（『アエネーイス』などではポセイドーン神殿）の神官ラーオコオーンは、トロイア戦争の際、トロイアの木馬をイーリオス市内に運び込もうとする市民たちをいさめたが、この行為はアテーナーの怒りを買った。アテーナーはラーオコオーンの両目を潰し、さらに海に潜む2頭の蛇の怪物を使ってラーオコオーンを襲わせた。ラーオコオーンは子供たちと一緒にいたが、子供たちは2人とも怪物に食われてしまった。このことは『アエネーイス』の第2巻などに歌われている。また、蛇を送ってラーオコオーン親子を殺させたのはポセイドーンないしアポローンだともいわれる（アポローンはトロイア戦争に於いてイーリオス側に味方した神だがラーオコオーンがかつて自分の神殿内で妻と交わったためこの時罰を与えた）。

## ラオコーン像
上の場面を題材にした美術作品では、バチカン美術館に所蔵される彫像が有名である。1506年、トラヤヌス浴場付近の地中から発見されたもので、発掘の様子を見学に来たミケランジェロに、大きな感銘を与えた。時の教皇ユリウス2世によって、バチカン宮殿に搬送された。（トラヤヌス浴場は皇帝ネロの黄金宮（ドムス・アウレア）跡である）
これを賞賛したヴィンケルマンに対して、レッシングは『ラオコオン』を著して反駁した。これを「ラオコオン論争」と呼び、ジャンル論を生んだ契機として有名である。
古代ローマの博物学者プリニウスの著書に、ローマ皇帝ティトゥス（在位79-81年）の宮殿にあったラーオコオーン像に関する記述があり、ロドス出身の3人の作者名が挙げられている。これは1506年に発掘された彫刻と同一のものと考えられる。
ヘレニズム芸術のひとつとされているが、ラーオコオーン像が元々ギリシアで造られた彫刻をローマ時代（1世紀）に模刻したものか、それともローマ独自の作品かどうか、については議論がある。

## ギャラリー

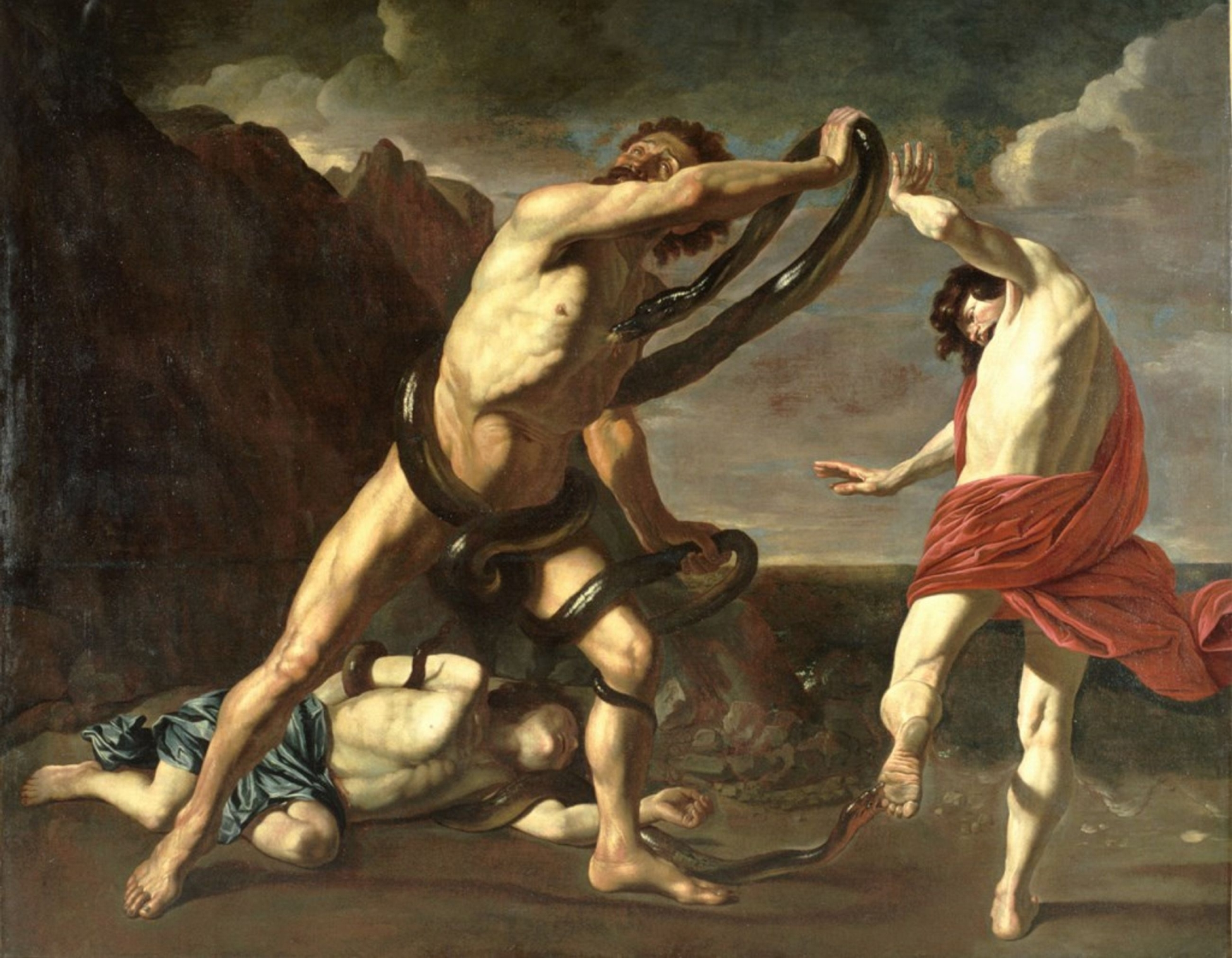
ピーテル・サウトマン「ヘビに噛まれたラオコンとその息子たち  」(1610)
エル・グレコ「ラオコーン」(1610 ~1614 )
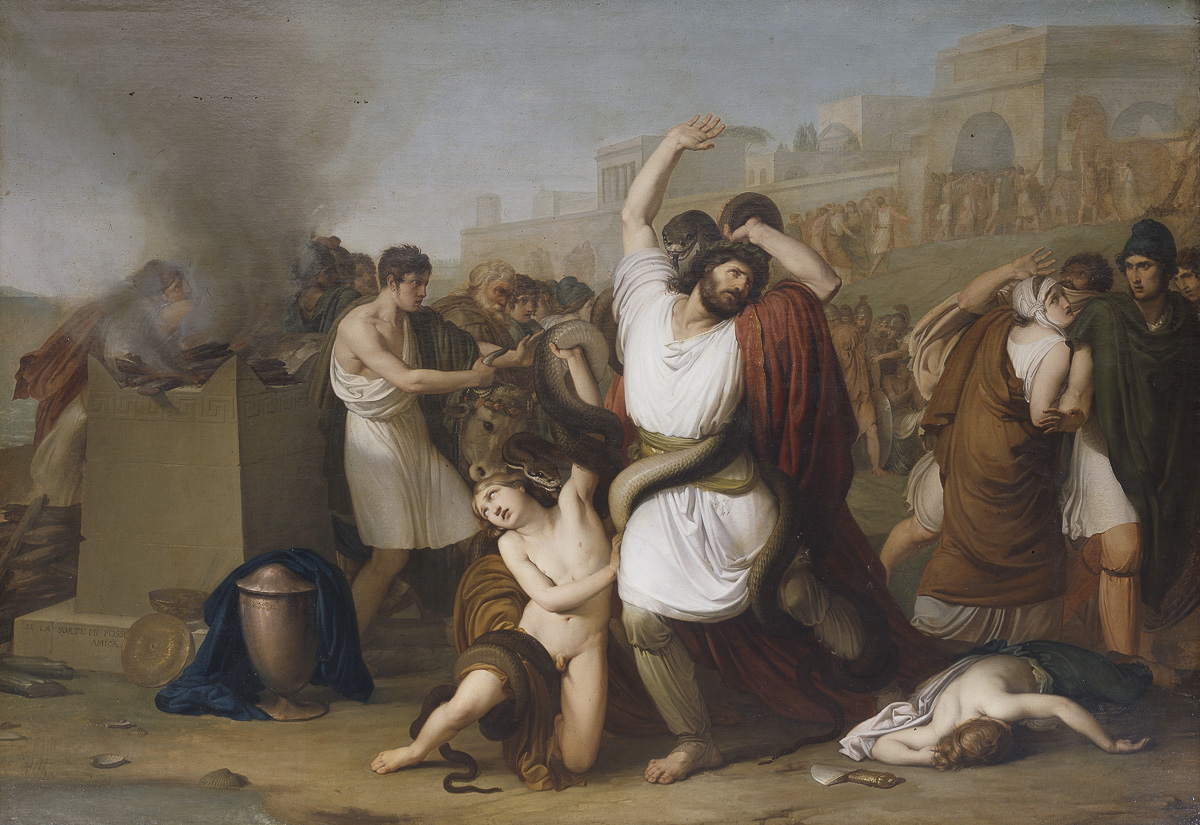
フランチェスコ・アイエツ「Laocoonte」(1812)
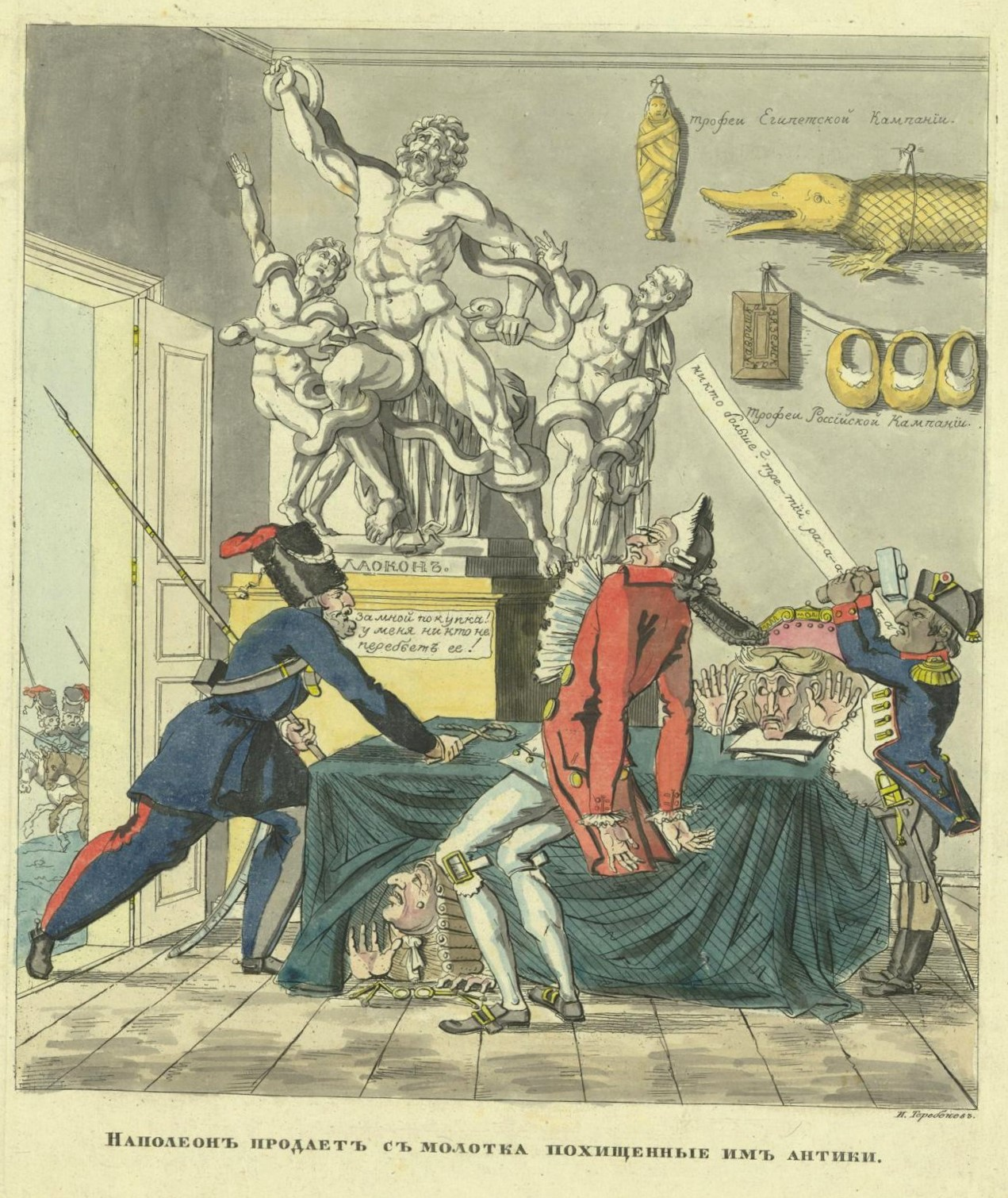
テレベネフ・イワン・イワノビッチ（ロシア語版）「'Наполеон продает с молотка похищенные им антики'（ナポレオンはハンマーで盗んだ骨董品を売っている）」(1812年ロシア戦役題材)